# Henning Fritz
 Henning Fritz  (Magdeburg, 21. rujna 1974.) umirovljeni je njemački rukometni vratar i  reprezentativac. Posljednje je igrao u njemačkom rukometnom klubu Rhein-Neckar Löwen. 2004. Fritz je izabran za igrača godine IHF-a. S time je on prvi vratar kome je dodijeljena ta nagrada.

## Dosadašnji klubovi
- Dynamo Magdeburg  ( - 1984.)
- TuS Magdeburg  (1984. – 1988.)
- SC Magdeburg (1988. – 2001.)
- THW Kiel (2001. – 2007.)
- Rhein-Neckar-Löwe (2007. - 2012.)

## Uspjesi
- prvak Njemačke 2001., 2002., 2005., 2006., i 2007.
- pobjednik Njemačkog kupa 1996. i 2007.
- pobjednik Njemačkog super kupa 2005.
- Kup EHF 1999., 2001., 2002. i 2004.
- pobjednik Lige prvaka 2007.
- najbolji igrač svijeta 2004.
- najbolji golman europskog prvenstva 2004.
- najbolji golman svjetskog prvenstva 2003. i 2007.
- najbolji golman Olimpijskih igri 2004.

## Vanjske poveznice
- Stranica Henning Fritza  Arhivirana inačica izvorne stranice od 16. listopada 2003. (Wayback Machine)
- Stranica THW Kiela o Henning Fritzu  Arhivirana inačica izvorne stranice od 21. siječnja 2012. (Wayback Machine)